# فرانک کانروی (هنرپیشه)
فرانک کانروی (انگلیسی: Frank Conroy؛ ‏ ۱۴ اکتبر ۱۸۹۰ – ۲۴ فوریهٔ ۱۹۶۴) یک هنرپیشه اهل انگلستان بود. وی بین سال‌های ۱۹۳۰ تا ۱۹۶۱ میلادی فعالیت می‌کرد.

## فیلم‌شناسی
از فیلم‌ها یا برنامه‌های تلویزیونی که وی در آن نقش داشته‌است می‌توان به آثار زیر اشاره کرد.
- خانواده سلطنتی برادوی (۱۹۳۰)
- غواصان جهنم (۱۹۳۱)
- بد کمپانی (فیلم ۱۹۳۱) (۱۹۳۱)
- گرند هتل (فیلم) (۱۹۳۲)
- ملودرام منهتن (۱۹۳۴)
- خانم مارکر کوچک (۱۹۳۴)
- آوای وحش (فیلم ۱۹۳۵) (۱۹۳۵)
- ولز فارگو (فیلم) (۱۹۳۷)
- ماجراهای مارتین ایدن (۱۹۴۲)
- حادثه آکس‌بو (۱۹۴۳)
- همه پسران من (۱۹۴۸)
- شهر عریان (۱۹۴۸)
- هنگ خودسر (۱۹۴۸)
- گودال مار (۱۹۴۸)
- جو یانگ قدرتمند (فیلم ۱۹۴۹) (۱۹۴۹)
- روزی که دنیا از حرکت ایستاد (۱۹۵۱)
- فیلادلفیایی‌های جوان (۱۹۵۹)
- بوته تمشک (فیلم ۱۹۶۰) (۱۹۶۰)